# Wnętrze więzienia
Wnętrze więzienia (hiszp. Interior de una prisión) – obraz olejny hiszpańskiego malarza Francisca Goi przedstawiający scenę rozgrywającą się w więzieniu. Znajduje się w kolekcji Bowes Museum.
Obraz powstał w okresie ważnych zmian na arenie politycznej Hiszpanii, w atmosferze nadchodzącej wojny. Goya borykał się z problemami zdrowotnymi, ponadto postępująca głuchota wzmagała jego lęk przed szaleństwem. W tym czasie oprócz dzieł na zlecenie namalował serię 12 obrazów gabinetowych (m.in. Dziedziniec szaleńców) o niewielkich rozmiarach i drastycznej tematyce.
Możliwe, że Goya odwiedził jedno z hiszpańskich więzień, które stało się inspiracją dla tego dzieła. Pod szerokim łukiem ujawniającym grubość więziennych murów znajduje się grupa siedmiu więźniów. Niektórzy z nich są związani, inni zakuci w kajdany – ich pozy wyrażają rozpacz, rezygnację i przygnębienie. Ich wiotkie i kruche ciała kontrastują z ciężkimi okowami. Postacie są skąpane w przyćmionym, zimnym świetle co nadaje miejscu widok czyśćca.